# Petrăchioaia
Petrăchioaia is een gemeente in het Roemeense district Ilfov en ligt in de regio Muntenië in het zuidoosten van Roemenië. De gemeente telt 2477 inwoners (2005).

## Geografie
De oppervlakte van Petrăchioaia bedraagt 59 km², de bevolkingsdichtheid is 42 inwoners per km².
De gemeente bestaat uit de volgende dorpen: Petrăchioaia, Moineasca, Vănători, Surlari.

## Politiek
De burgemeester van Petrăchioaia is Ștefan Stanciu (PD).